# براسی
براسی (به چکی: Břasy) یک منطقهٔ مسکونی در جمهوری چک است که در ناحیه روکیتسانی واقع شده‌است. براسی ۲٬۲۰۳ نفر جمعیت دارد.